# Peter Schindler (Musiker)

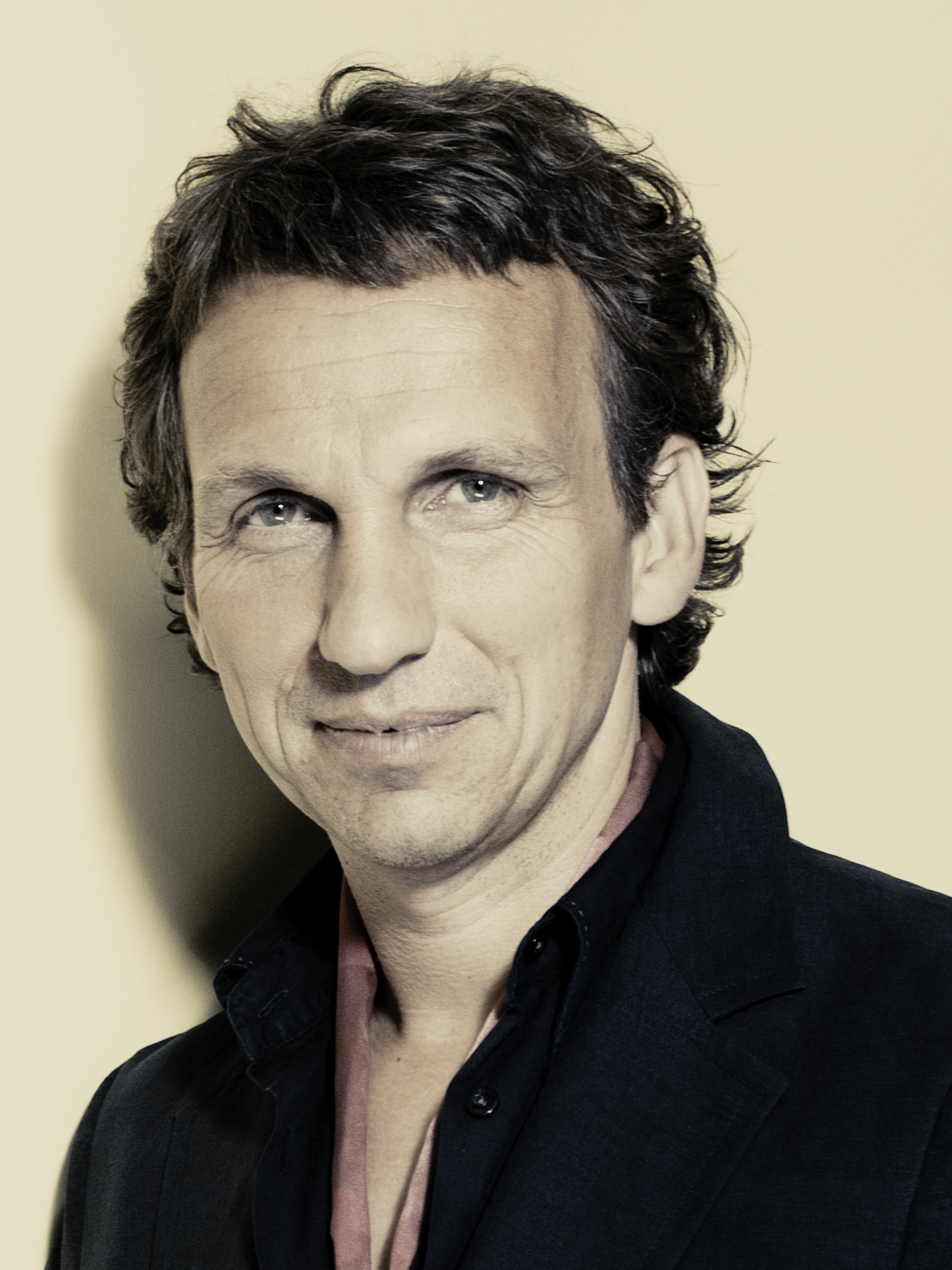
Peter Schindler, 2014

Peter Schindler (* 26. April 1960 in Altensteig, Landkreis Calw) ist ein deutscher Pianist, Organist, Komponist, Musikproduzent und Autor.

## Studium und Lehre
Seinen ersten Klavierunterricht erhielt Schindler im Alter von sieben Jahren, den ersten Orgelunterricht im Alter von elf Jahren. Er studierte von 1973 bis 1976 an der Kirchenmusikschule Rottenburg. Es folgte in den Jahren von 1980 bis 1988 ein Studium der Schulmusik, Komposition, Jazz und Popularmusik an der Hochschule für Musik und Darstellende Kunst Stuttgart.

## Musikalisches Schaffen und Stilmerkmale
Zu seinen Werken zählen Chansons, Instrumentalstücke, geistliche Werke, Musik für Ballett und Schauspiel sowie Musicals, Singspiele und Lieder für Kinder und Jugendliche, die im Carus-Verlag erscheinen.
Als Organist und Pianist führt er mit verschiedenen Ensembles und Interpreten vorwiegend eigene Kompositionen im In- und Ausland auf. Konzertreisen mit dem von ihm gegründeten Quintett Saltacello sowie der Gruppe Pipes and Phones mit dem Saxofonisten Peter Lehel führten ihn nach China, Dänemark, Frankreich, Italien, Korea, Österreich, Polen, Skandinavien, Taiwan, Tschechien sowie in die Schweiz und die Vereinigten Staaten.
Die Zusammenarbeit des Quintetts Saltacello mit dem Ballett des koreanischen Nationaltheaters in der Tanztheaterproduktion Soul, Sunflower gehört dabei zu den Höhepunkten der interkulturellen Zusammenarbeit.
Charakteristisch für Saltacello ist die ausgeprägte Fähigkeit, rätselhafte, poetisch durchleuchtete Stimmungen entstehen zu lassen. Im bunten Reigen der berührenden Stücke wechselten sich Traurigkeit und Witz, Klassik und Jazz, Dramatik und Tanz. Diese kaleidoskopische Variabilität unterstreicht den Fantasienamen Saltacello, in dem das Cello als Mittelpunkt eine Konstante bildet.
Neben dem Jazz als Fundament sind kammermusikalische Momente und Einflüsse aus Südamerika bei Saltacello hörbar. Eindrücke zahlreicher Asienreisen sind ebenfalls in die Musik eingewoben.
Auf CD und in Konzerten wurden die vertonten Mörikelieder mit Saltacello und der Sängerin Sandra Hartmann als Rosenzeit-Zyklus im Jahr 2004 präsentiert.
Im Liederduo mit Sandra Hartmann wurde dieser Zyklus ein Jahr später mit Vertonungen von Texten von Claudius, Fleming, Goethe, Heine, Rückert, Schiller und Oswald von Wolkenstein zu einem Chansonprogramm erweitert. Eine jazzinspirierte Musik bringt Texte aus dem Mittelalter, des Barocks, der Klassik und der Romantik nahe.
Die Mitwirkung und musikalische Leitung an zahlreichen Theatern und freien Musiktheaterproduktionen ermöglichte Schindler, Musiktheater in seiner ganzen Vielfalt zu entdecken und zu erleben. Diese musikdramatische und theaterpädagogische Erfahrung bewog ihn, sich der Kompositionsgattung Musical zu widmen.
Für den Seniorenchor Spätlese (Vechta) schrieb er das Musical Chorlight-Express … mit Rhythmus im Gepäck (Libretto: Ulrich Michael Heissig, Uraufführung im Mai 2025).
Auf ansprechende, pädagogisch unaufdringliche Weise und von hoher Qualität der textlichen wie der musikalischen Gestaltung führt er Kinder und Jugendliche an das Musizieren in seinen zahlreichen Kinderliedern und Musicals heran.
Mit seiner Missa in Jazz reiht sich die Idee, mit Elementen des Jazz – der Improvisation und einer pulsierenden Rhythmik – dem Ordinarium in einer Musiksprache des 21. Jahrhunderts zu begegnen.
Die „Liebesgeschichte“ nach deutschen Texten von 26 Dichtern aus fünf Jahrhunderten nennt Schindler Sonne, Mond und Sterne – eine szenische Kantate, die von Liebe, Sehnsucht, Leidenschaft, Zeit, Lebenskreislauf, von Träumen und vom Sterben handelt. Alltägliches, Derbkomisches wird dabei genauso besungen wie Tiefernstes. Die Uraufführung fand am 20. Juli 2011 im Beethovensaal der Liederhalle Stuttgart statt.
Umfangreiche CD-Einspielungen, veröffentlicht bei den Labels finetone music, Carus-Verlag Stuttgart, Sony Korea, Good International Korea.

### Saltacello
| Besetzung: | Wolfgang Schindler: | Violoncello        |
|            | Peter Lehel:        | Saxophon           |
|            | Mini Schulz:        | Bass               |
|            | Peter Schindler:    | Klavier, Harmonium |
|            | Markus Faller:      | Schlagzeug         |

### Pipes and Phones
| Besetzung: | Peter Schindler   | Kirchenorgel              |
|            | Peter Lehel       | Saxophone, Bassklarinette |
|            |                   |                           |
|            |                   |                           |
| Gäste:     | Markus Faller     | Perkussion                |
|            | Herbert Joos      | Trompete, Flügelhorn      |
|            | Junger Kammerchor | Baden-Württemberg         |
|            |                   |                           |

### Kompositionen und Texte
Viele seiner Werke sind bei Carus-Verlag Stuttgart veröffentlicht.

## Werkverzeichnis

### Musikdramaturgische Werke

#### Szenische Kantate
- Sonne, Mond und Sterne (2011): Szenische Kantate in zwei Akten nach deutschen Texten aus fünf Jahrhunderten für Sopran, Bariton,  4stg. Chor, Orchester, Klavier und Schlagwerk 110 min

#### Musicals
- Geisterstunde auf Schloss Eulenstein (2000):  Grusical für Chor, darstellende Solisten, Klavier und Rhythmusgruppe, 60 min
- Max und die Käsebande (2004): Criminal in zwei Akten für Chor, darstellende Solisten, Klavier und Rhythmusgruppe, 90 min
- Weihnachten fällt aus! (2006): Musical zur Weihnachtszeit, Chor, darstellende Solisten, Streichorchester, 60 min
- Großer Stern, was nun? (2007): Singspiel zur Advents- und Weihnachtszeit, Chor, Klavier / 12 min
- König Keks (2008): Musicaloper in zwei Akten Chor, darstellende Solisten, Bläserquartett, Streichorchester, Rhythmusgruppe,  95 min
- Zirkus Furioso (2010): Zirkusmusical Chor, darstellende Solisten, Artisten, Klavier, Bläserquintett, Streichorchester, Rhythmusgruppe 70 min
- SCHOCKORANGE oder der Traum vom Gewinnerrhythmus (2013): Rhythmical (Trashmusical) in zwei Akten darstellende Solisten,  Bandquintett und Brassquartett, 95 min
- Ochs und Esel wissen mehr (2013): Krippenspiel, Chor, darstellende Solisten, kleines Orchester und Klavier, 30 min
- Kleiner Stock, ganz groß! (2014): Ein Waldmusical für Chor, darstellende Solisten, kleines Orchester, Klavier, Rhythmusgruppe, 30 min
- Der Blaue Planet (2015): Ein Musical über das Wohl und Weh der Welt für Chor, darstellende Solisten, kleines Orchester, Klavier, Rhythmusgruppe, 60 min

### Geistliche Werke
- Missa in Jazz (2001) in lateinischer Sprache 4stg. Chor, Orgel, Saxophon, Percussion, 70 min
- When I am dead, my dearest (2011)  4stg. Chor, Klavier, 5 min
- Missa secunda (2014) Für 5-stg. Chor, Orgel, Bläserquintett, 14 min

### Liederzyklus
- Rosenzeit (2004/2014): Liederzyklus, 29 Chansons für eine Singstimme (Mezzosopran oder Bariton) und Klavier, Texte von Eduard Mörike, Matthias Claudius, Paul Fleming, Johann Wolfgang von Goethe, Oswald von Wolkenstein, Friedrich Rückert, Friedrich Schiller, 120 min

### Instrumentalmusik
- Konzert für Violoncello, Klavier und Rhythmusgruppe (1994), 20 min
- Trio für Tenorsaxophon, Violoncello, Klavier (1995), 18 min
- Trilogy Suite für Saxophon, Violoncello, Klavier und Rhythmusgruppe (1997), 17 min
- Récit für Orgel und Saxophon (1993), 12 min
- Organum Suite für Orgel und Saxophon (1998), 15 min
- Blue Solitude, 15 Stücke für Klavier solo (1999), 40 min
- ca. 50 Einzelstücke für Violoncello, Saxophon und Rhythmusgruppe (Repertoire Saltacello 1992–2005)

### Ballettmusik
- Come neve al sole (1999), 7 min
- Soul, Sunflower  (2006) Saxophon, Violoncello, Klavier und Rhythmusgruppe, 90 min
- Princess Congjui (2009) großes Orchester, 75 min

### Hörbücher
- Hans, mach Dampf! (mit Illustrationen von Wolfgang Slawski) (2005)
- Wintermärchen (2007)
- Märchen Samowar (2007)
- Von Prinzessinnen und Königstöchtern (2008)
- Die Seejungfrau (2008)

### Hörspielmusik
- Gewebe HR (1987)
- Gut angekommen, schreibe bald HR/BR (1988)
- In der Stunde des Luchses HR / Sachsenradio (1991)

### Songs für Kinder
- Lieder für 1-2stg. Chor, Klavier und Rhythmusgruppe
- Urwaldsong (1981/1995)
- Ein kleines Huhn fliegt um die Welt (1995)
- Die Käsebande (1995)
- In der Bar zum dicken Hund (1996)
- Höchste Eisenbahn (1996)
- Doktor Petersilie (1996)
- König Punimo (1996)
- Sei willkommen, Weihnachtszeit (2013)  25 Lieder für die Winter- und Weihnachtszeit

### Kinderhits mit Witz
180 Lieder für 1-2stg. Chor, Klavier und Rhythmusgruppe (Band 1–21 in den Jahren 1996–2013): Texte von Hugo Ball, Barbara Berrien, Maik Brandenburg, Victor Blüthgen, Irmela Brender, Wilhelm Busch, Matthias Claudius, Paula Dehmel, Babette Dieterich, Annette von Droste-Hülshoff, Peter Dünow, Joseph von Eichendorff, Hoffmann von Fallersleben, Gustav Falke, Theodor Fontane, Alwin Freudenberg, Matthias Ernst Friedrich, Emanuel Geibel, Ferry Hirschmann, Johann Wolfgang von Goethe, Johannes Göckeritz, Julia Hagemann, Peter Hammerschlag, Heinrich Hoffmann, Helmut Höfling, Edith Jeske, James Krüss, Sonny Kunst, Eduard Mörike, Christoph Mohr, Jutta Rath, Robert Reinick, Joachim Ringelnatz, Peter Schindler, Heinrich Seidel, Johannes Trojan, Jens Wormstädt, Des Knaben Wunderhorn

## Diskografie
- On the way (1996)
- Pipes and Phones (1996)
- Second flush (1998)
- Live in Seoul (1999)
- Blue Solitude (1999)
- Suites (1999)
- Salted (2000)
- Spanish Heart (2000)
- Jeong (2001)
- Missa in Jazz (2001)
- Rosenzeit (2004)
- Asian Habanera (2006)
- Joking Barber (2010)
- Sonne, Mond und Sterne (2012)

### CDs für Kinder
- Max und die Käsebande (2005)
- Hans, mach Dampf! (2005)
- Kinderhits mit Witz (2005)
- Großer Stern, was nun? (2006)
- Hoppel Hoppel Rhythm Club Vol.2 (2006)
- Hoppel Hoppel Rhythm Club Vol.3 (2008)
- Kinderliederprojekt Carus (2011)

## Kritiken
- „Lassen sie sich von der Muse küssen.“ Mit diesem Satz stieg das Duo in sein Programm Rosenzeit ein, den Zuhörer zunächst im Unklaren lassend, um welche Gedichte es sich eigentlich handelt. Das war jedoch fast nebensächlich, denn wenn Hartmann zu singen beginnt, fesselt sie ihr Publikum. Hartmann singt keine Texte, sie erzählt Geschichten. Und das tut sie so lebendig, als ob es ihre eigenen wären. Mal gehaucht, sanft, zärtlich und leise, mal wild und feurig. Teilweise verfällt sie in einen Sprachgesang, um im nächsten Moment auf brillante Art und Weise die schönsten Melodien zu zaubern. Schindler ist derweilen nicht weniger präsent: Sein einfühlsames Klavierspiel begleitet und ist gleichzeitig so prägnant, dass Klavier und Gesang eins werden können.[4]
- „Seit seiner Uraufführung hat Missa in Jazz eine solche Begeisterung entfacht, dass es in Deutschland bis heute immer wieder in den verschiedensten Besetzungen realisiert wird. Peter Schindler öffnet mit dieser Komposition ganz neue Zugänge zu den in der Musikgeschichte (Bachs H-Moll Messe, Beethovens Große Messe,...) immer wieder vertonten lateinischen Messtexten.“[5]
- „Saltacello sind der personifizierte und in Töne gesetzte Brückenschlag zwischen Korea und Deutschland. Nicht mit plumpem Stadionrock zum Mitgröhlen, sondern mit einem feinsinnig eleganten Mix aus Klassik, Jazz und verschiedenen populären Elementen.“[6]
- Soul, Sunflower, die Tanzproduktion gemeinsam mit dem deutschen Musik-Ensemble Saltacello (Peter Schindler) wurde von Oktober 2006 bis April 2007 in etlichen ausverkauften Vorstellungen in Seoul gezeigt. Es ist ein einzigartiges Projekt kultureller Zusammenarbeit zwischen Deutschland und Südkorea. Diese Produktion reinterpretiert den koreanischen Tanz Salpuri. Salpuri ist ein Tanz zur Reinigung der Seele bedeutet wörtlich: "abwaschen der bösen Geister". In der modernen Version stellen die gezeigten Bewegungen menschliche Wünsche und Sehnsüchte dar."[7]
- „Schindler scheut sich nicht, volksliedhaft Töne anzuschlagen, etwa in Schillers Punschlied. Er gibt Derbem einen rustikalen Kick (Der arme Schwartenhals aus dem Wunderhorn garniert mit einem jazzigen Klarinettenpart), er beherrscht den schieren Wohlklang (Knabe und Veilchen), ebenfalls aus dem Wunderhorn, treibt, wenn es notwendig, das Geschehen mit energiegeladenen Bläser-Ostinati voran (Was ist die Welt) und stößt mit dem biblischen Alles hat seine Zeit in herbe Tiefen vor, wie man sie von Johannes Brahms kennt. Und nicht zuletzt gelingt es ihm, eine Ikone der romantischen Lyrik, Eichendorffs Mondnacht, so neu zu vertonen, dass man das Schumann’sche „Original“ in keinem Moment vermisst.“[8]
- „Schindler gehört zweifelsohne zu den bedeutendsten Kinderliederkomponisten unserer Zeit. Alle seine Lieder sind kleine, abgeschlossene Geschichten, die in unterschiedlichsten Stilrichtungen liebevoll vertont wurden.“[9]

## Preise und Auszeichnungen
- 2000 Preis der deutschen Schallplattenkritik für die CD Suites mit „Pipes and Phones“
- 2001 Sonderpreis „Best Group“ bei dem „International Contest for Jazz and Churchorgan“ in Hannover mit „Pipes and Phones“
- 2006 Preis der deutschen Schallplattenkritik mit dem „Hoppel Hoppel Rhythm Club“
- 2006 Erster Seoul Preis für die Kompositionen und Darbietung der Tanzperformance „Soul, Sunflower“ mit dem NTOK (Koreanischen Nationaltheater) Seoul
- 2007 Kleinkunstpreis Baden-Württemberg für das Chansonprogramm „Rosenzeit – Liebesleid“ zusammen mit der Sängerin Sandra Hartmann
- 2007 „Best Edition“ in der Kategorie Schul- und Unterrichtsliteratur für Kinder und Jugendliche des Deutschen Musikeditionspreises für das Musical Weihnachten fällt aus[10]